# Wygoda (Główczyce)
Wygoda – część wsi Główczyce w Polsce, położona w województwie opolskim, w powiecie oleskim, w gminie Dobrodzień.
W latach 1975–1998 Wygoda administracyjnie należała do województwa częstochowskiego.